# Лајмстон Крик (Флорида)
Лајмстон Крик (енгл. Limestone Creek) насељено је место без административног статуса у америчкој савезној држави Флорида.

## Демографија
По попису из 2010. године број становника је 1.014, што је 445 (78,2%) становника више него 2000. године.
| Група             | 2000.       | 2010.       |
| Белци             | 61 (10,7%)  | 163 (16,1%) |
| Афроамериканци    | 440 (77,3%) | 627 (61,8%) |
| Азијати           | 6 (1,1%)    | 14 (1,4%)   |
| Хиспаноамериканци | 54 (9,5%)   | 187 (18,4%) |
| Укупно            | 569         | 1.014       |